# Hiszpańska konstytucja z 1869 roku
Hiszpańska konstytucja z 1869 roku – konstytucja o demokratycznym charakterze uchwalona w czerwcu 1869 roku przez rząd tymczasowy, na którego czele stanął Francisco Domínguez Serrano. Rząd ten powstał po zwycięstwie rewolucji wrześniowej 1868 roku i po opuszczeniu kraju przez królową Izabelę II. Konstytucja wprowadzała w Hiszpanii ustrój monarchii konstytucyjnej oraz gwarantowała, m.in. powszechne prawo wyborcze dla mężczyzn oraz wolność wyznania. Obowiązywała ona podczas panowania Amadeusza Sabaudzkiego, po którego abdykacji w 1873 roku proklamowano republikę. Została obalona ostatecznie wskutek zamachu stanu w 1874 roku. Zamach ten przyspieszył okres restauracji Burbonów na tron Hiszpanii, podczas którego została uchwalona nowa konstytucja w 1876 roku.

## Rewolucja wrześniowa i wybory do Kortezów Ustawodawczych (styczeń 1869)
W latach 1856–1868 na czele rządu stali na zmianę Ramón María Narváez, należący do „umiarkowanych” (moderados), o konserwatywnym nastawieniu, i Leopoldo O’Donnel, który należał do progresistów (progresistas) i stworzył koalicję polityczną o nazwie Unia Liberalna (Unión Liberal). Jednak Narváez zmarł w 1867 a O’Donnel w 1868 roku.
17 września 1868 roku wybuchły przewroty wojskowe przeciwko rządowi i izabelińskiej monarchii. Rewolucję wrześniową nazwano „chwalebną” – La Gloriosa. Doprowadziła ona do obalenia królowej Izabeli II, a wraz z nią panowania Burbonów. Królowa Izabela opuściła Hiszpanię i udała się wraz z małoletnim synem Alfonsem na emigrację do Francji. Rewolucja zapoczątkowała burzliwy okres „rewolucyjnego sześciolecia” (1868–1874).
W pierwszym okresie po rewolucji wrześniowej władza spoczywała w ręku koalicji złożonej z progresistas, unionistów (członków Unii Liberalnej) i demócratas monárquicos, czyli demokratów, którzy optowali za monarchią (tzw. cimbrios). Ich celem było stworzenie silnego, praworządnego, umiarkowanego społecznie, ale w zdecydowany sposób laickiego państwa. Zakładano, że porządek społeczny oraz prestiż międzynarodowy Hiszpanii mogą być zagwarantowane jedynie dzięki monarchicznej formie rządów. 8 października 1868 roku powstał rząd tymczasowy, na czele którego stanął generał Francisco Domínguez Serrano, sympatyk progresistas, wraz z generałem Juanem Priem.
15 stycznia 1869 roku odbyły się wybory do Kortezów Ustawodawczych, które uważane są za pierwsze prawdziwe powszechne wybory w historii Hiszpanii. Przeprowadzono je według bardzo demokratycznej ordynacji, przyznającej prawo głosu każdemu Hiszpanowi powyżej 25 roku życia (prawo głosu posiadali jedynie przedstawiciele płci męskiej).
Większość w parlamencie uzyskały ugrupowania rządzące: 236 deputowanych na 381 miejsc. Znaczną reprezentację uzyskała jednak też opozycja: republikanie zdobyli 85 miejsc a karliści 20. Karliści uzyskali silne poparcie w prowincjach baskijskich i Nawarze, natomiast Republikanie ogromną liczbę głosów uzyskali w ośrodkach miejskich położonych w pasie śródziemnomorskim. Strefy poparcia – zarówno republikanów, jak i karlistów – stanowiły jednocześnie najbardziej zapalne strefy, gdzie będzie występowało najsilniejsze zagrożenie dla stabilizacji nowych porządków politycznych.
Wielkimi zwycięzcami wyborów zostały dwie partie: Partido Progresista, która otrzymała 81 mandatów i Unia Liberalna z 69 deputowanymi. Jednak członkom tych klubów, jak i monarchistom, daleko było do całkowitej jedności. Wewnętrzne podziały i niezdolność do kompromisu wewnątrz kolacji, były głównymi powodami, które doprowadziły do klęski porządku, który wyłonił się z rewolucji 1868 roku.

## Konflikty wokół konstytucji: forma rządów oraz swoboda wyznań
Parlament bardzo szybko przystąpił do pracy nad konstytucją. Kortezy Ustawodawcze zaczęły obrady 11 lutego 1869 roku. W skład komisji, powołanej do opracowania projektu konstytucji wchodzili m.in.: progresistas Salustiano de Olózaga i Montero Río; los unionistas Anitonio de los Ríos Rosas i Manuel Silvela oraz demokraci Cristiano Martos i Manuel Becerra. Z komisji zostali wykluczeni republikanie. Projekt konstytucji został przedstawiony już 30 marca 1869 roku.
Zagorzałe debaty toczyły się przede wszystkim wokół dwóch spraw: formy rządu oraz swobody wyznań.
Zwyciężyła opcja monarchistyczna; artykuł 33 projektu konstytucji otrzymał następujące brzmienie: „Formą rządów państwa hiszpańskiego jest monarchia”. Mowa jest tutaj o monarchii demokratycznej, biorąc pod uwagę fakt, iż artykuł 32 mówił jasno: „Podmiotem władzy najwyższej jest Naród, który sam ustanawia swe zasady”.
Artykuł 33 został przyjęty 214 głosami „za” wobec 55 głosów „przeciw”. Republikanie, ze względu na absencję swoich członków, nie zebrali nawet kompletu głosów swojego klubu.
Jednak cały czas narastało napięcie pomiędzy rządem a republikanami, którzy nie potrafili zaakceptować monarchistycznego charakteru konstytucji i domagali się proklamowanie republiki. Większość z nich przeciwna była także centralistycznemu państwu, optując ze jego przekształceniem w kierunku zdecentralizowanej federacji regionów. We wrześniu i październiku 1869 roku wybuchło powstanie republikańskie, które objęło Barcelonę, Saragossę, Walencję oraz wiele miejscowości w Andaluzji, które zostało stłumione przy pomocy wojska. Rząd zawiesił swobody konstytucyjne, a Kortezy wprowadziły stan wojenny. Podobne wystąpienia i następujące po nich represje, powtarzały się wielokrotnie w całym okresie między obaleniem Izabeli II i burbońską restauracją.
Konspirowali również karliści, którzy z silnym poparciem neokatolików prowadzili działalność konspiracyjną przeciwko rządowi i nawet wybrali swojego pretendenta do tronu – młodego Karola VII.
Jedną z pierwszych decyzji nowego rządu w 1868 roku było ogłoszenie wolności kultu, która znosiła wszelkie dotychczasowe restrykcje wobec niekatolickich wyznań. Ta, wraz z innymi decyzjami, ograniczającymi przywileje Kościoła, spowodowały od samego początku niechęć tej instytucji wobec nowych rządów.
W debacie konstytucyjnej nad artykułem 21 dotyczącym wyznań, wspólnym frontem wystąpili progresiści, republikanie i demokraci. Artykuł ustanawiał wolność kultu prywatnego i publicznego, jednak zakładał, iż państwo przyznawać będzie dotację dla Kościoła. Zaledwie 40 deputowanych zagłosowało „przeciw”. Mimo wszystko, przez powstrzymanie się od głosu republikanów po tym, jak upadł ich wniosek w sprawie rozdziału Kościoła od państwa, wynik głosowania do końca był niepewny. W tym czasie hierarchia kościelna powoływała katolickie towarzystwa odrzucające wszelkie formy swobody wyznaniowej.

## „Monarchia demokratyczna”
Kortezy powołały regencję, którą objął generał Serrano. Na czele nowego gabinetu, powołanego po ustąpieniu rządu tymczasowego, stanęła główna postać rządzącego obozu – generał Juan Prim (objął jednocześnie kluczową tekę ministra wojny).
Przetrwanie nowego rządu zależało przede wszystkim od znalezienia odpowiedniego monarchy – ostatecznie Prim przeforsował kandydaturę Amadeusza z domu Sabaudzkiego, syna króla Włoch Wiktora Emanulea II, który przybył do Hiszpanii 30 grudnia 1870 roku.
Konstytucja została uchwalona przez Kortezy 1 czerwca 1869 roku, a ogłoszona 6 czerwca 1869. Gwarantowała ona powszechne swobody obywatelskie (druku, zgromadzeń, stowarzyszeń), wolność wyznania, wprowadzała trójpodział władz, dwuizbowy parlament złożony z Kongresu i Senatu (obie izby miały być wybierane w wyborach powszechnych, izba niższa – bezpośrednich, wyższa pośrednich). Formą rządów była monarchia konstytucyjna, jednak centrum władzy miało znajdować się w parlamencie.
Kortezy otrzymały wolną rękę w sprawie terminów swoich posiedzeń; zobowiązane były jednak zebrać się każdego 1 lutego i działać minimum cztery miesiące każdego roku. Monarcha posiadał takie same uprawnienia jak każdy monarcha konstytucyjny, choć przysługiwało mu również prawo do „swobodnego powoływania i odwoływania ministrów”. Postanowienie to, podczas panowania Amadeusza Sabaudzkiego, zademonstrowało trudność realistycznego połączenia monarchii konstytucyjnej z demokracją.

## Znaczenie
Demokratyczny charakter Konstytucji 1869 roku, jednej z najbardziej postępowych w Europie, wynika z zawartej w pierwszym rozdziale deklaracji praw człowieka, po raz pierwszy tak obszernej; pojawił się tam między innymi nieobecny dotąd w hiszpańskich konstytucjach zapis o prawie do zrzeszania się i zebrań. Gwarantowała ona powszechne prawo wyborcze, szerokie swobody obywatelskie, wolność wyznania. Była to najbardziej demokratyczna ze wszystkich konstytucji, jakie Hiszpania otrzymała w XIX wieku. Jednakże potwierdziła ona, że jeśli struktury władzy nie są poddane gruntownym reformom, wszelkie zapisy konstytucyjne dotyczące funkcjonowania państwa stają się bezowocne i złudne.